# Кушелевская, Тамара Дмитриевна
Тама́ра Дми́триевна Кушеле́вская (1930―2003) ― советская российская театральная актриса, Заслуженная артистка РСФСР (1985), Народная артистка Российской Федерации (1999), актриса Российский государственного театра «Сатирикон» имени Аркадия Райкина.

## Биография
Родилась 9 ноября 1930 года.
После учёбы в средней школе поступила в Высшее театральное училище имени Михаила Щепкина, которое окончила в 1953 году. В училище занималась у руководителя курса Народной артистки СССР Веры Пашенной. По завершении учёбы в училище была приглашена в Ленинградский театр миниатюр под руководством Аркадия Исааковича Райкина, который с 1982 года назывался Государственным театром миниатюр в Москве, а с 1987 года ― театром «Сатирикон».
Тамара Кушелевская обладала яркой внешностью и комедийным талантом, при этом была острохарактерной актрисой театра и эстрады. Вместе с Аркадием Райкиным проработала более 30 лет, вплоть до его кончины. В этом театре она сыграла такие спектакли, как «Мир дому твоему», «Мнимый больной» (роль Чичиты), «Совсем недавно…», который был поставлен самой Кушелевской в качестве режиссёра и автора пьсы. Эта постановка стала её рассказом об истории Театра миниатюр, о спектаклях и гастролях, о работе над ролями. В спектакле «Совсем недавно…» удачным дополнением к сценическому действию являлись киноматериалы об Аркадии Райкине, любезно предоставленные друзьями театра, в том числе из Англии, Польши, Венгрии. Но спектакль был составлен не только из воспоминаний актрисы. Она играла миниатюры, монологи, в которых работала с Аркадием Райкиным. Последний раз этот спектакль состоялся 8 июня 2001 года.
В 1988 году Кушелевская одновременно играла в Московском театре «Атриум», где сыграла в спектаклях «Мир дому твоему» Семёна Альтова, «Шантеклер» Эдмона Ростана (2001 год, играла роль Цесарки). Кушелевская также снималась в телевизионном сериале «Московская сага» в 2004 году.
За большой вклад в развитии российского театрального искусства Тамара Дмитриевна Кушелевская была удостоена почётных званий «Заслуженная артистка РСФСР» в 1985 году и «Народная артистка Российской Федерации» в 1999 году.
Умерла 16 февраля 2003 года в Москве, похоронена в колумбарии Донского кладбища.